# Liste des épisodes de Man vs. Wild
Cet article référence tous les épisodes de Man vs. Wild: Seul face à la nature diffusés sur Discovery Channel et  sur NT1 (puis RMC Découverte) en France.

## Épisodes
- Saison 1 (2006-2007) :
  - Les Montagnes Rocheuses ( États-Unis)
  - L'Utah, le désert Moab ( Utah,  États-Unis)
  - Le Costa Rica (la forêt tropicale) ( Costa Rica)
  - Les Alpes (Montagne Française) (Alpes,  France)
  - Hawaï, le Mont Kīlauea ( Hawaï,  États-Unis)
  - La Sierra Nevada ( Californie,  États-Unis)
  - Le Kenya (la savane africaine) ( Kenya)
  - L'Alaska ( Alaska,  États-Unis)
  - Hawaï (sur une île déserte) ( Hawaï,  États-Unis)

- Saison 2 (2007-2008) :
  - Les Everglades ( Floride,  États-Unis)
  - L’Islande ( Islande)
  - Le Mexique (Copper Canyon) ( Mexique)
  - L’Australie (Kimberley) ( Australie)
  - L'Équateur ( Équateur)
  - L'Écosse (Cairngorms) ( Écosse,  Royaume-Uni)

- Saison 3 (2008-2009) :
  - Le Sahara 1 (Désert du Sahara)
  - Le Sahara 2 (Désert du Sahara)
  - Le Panama 1 ( Panama)
  - Le Panama 2 ( Panama)
  - La Patagonie ( Argentine)
  - La Patagonie (la Cordillère des Andes,  Argentine)
  - Survivre à la faim

- Saison 4 (2009) :
  - La Zambie ( Zambie)
  - La Namibie ( Namibie)
  - L’Indonésie, Sumatra et le cercle de feu ( Indonésie)
  - L’Indonésie (sur une île déserte) ( Indonésie)
  - La Sibérie 1 (Sibérie,  Russie)
  - La Sibérie 2 (Sibérie,  Russie)

- Saison 5 (2009-2010) :
  - Le Mexique, le désert Baja ( Mexique)
  - La Louisiane ( Louisiane,  États-Unis)
  - L'Irlande ( Irlande)
  - Le Dakota du Sud ( Dakota du Sud,  États-Unis)
  - Les meilleurs moments
  - Le Belize ( Belize)
  - Le Yukon ( Yukon,  Canada)
  - L'Oregon ( Oregon,  États-Unis)
  - La République dominicaine ( République dominicaine)
  - La Turquie ( Turquie)
  - La Roumanie ( Roumanie)

- Saison 6 (2010)
  - Cercle Arctique
  - Alabama ( Alabama,  États-Unis)
  - Vietnam ( Viêt Nam)
  - Texas ( Texas,  États-Unis)
  - Alaska ( Alaska,  États-Unis)
  - Les meilleurs moments 2
  - Vu de l’intérieur
  - Ile du Pacifique
  - La Chine ( Chine)
  - Le pays du grand ciel ( Montana,  États-Unis)
  - Guatemala ( Guatemala)
  - Survie en milieu urbain (Ville portuaire de la Mer Baltique)
  - Survie en tournage
  - Afrique du Nord (Désert du Sahara)
  - Crossover (best of)

- Saison 7 (2010-2011) :
  - Compilation
  - À l'ouest du Pacifique (Détroit de Torrès;  Australie,  Papouasie-Nouvelle-Guinée)
  - Nord de l'Australie ( Australie)
  - Canadian Rockies ( Colombie-Britannique,  Canada)
  - Géorgie ( Géorgie;  États-Unis)
  - Fans face à la nature
  - Désert extrême ( Californie;  États-Unis)
  - L'Arizona ( Arizona;  États-Unis)
  - L’Écosse ( Écosse;  Royaume-Uni)
  - La Norvège ( Norvège)
  - Bornéo ( Indonésie)
  - La Malaisie ( Malaisie)
  - Guide général de survie

- Saison 8 (2011)
  - Jake Gyllenhaal face à la nature ( Islande)
  - Sud de la Nouvelle-Zélande ( Nouvelle-Zélande)
  - Islande ( Islande)
  - Red Rock Country ( Utah,  États-Unis)
  - La terre des Maoris ( Nouvelle-Zélande)
  - Working the Wild